# Patch Adams
Hunter Doherty "Patch" Adams (28. maj 1945 i Washington D.C. i USA) er en amerikansk læge, social aktivist, klovn og forfatter. Han etablerede Gesundheit! Institute i 1971. Hvert år organiserer han en gruppe bestående af frivillige fra hele verden, der rejser til forskellige lande, hvor de optræder som klovne i forsøg på at skabe humor for forældreløse, patienter og andre mennesker.